# ویلیام پیت، ارل یکم چتم
ویلیام پیت، ارل یکم چتم (انگلیسی: William Pitt, 1st Earl of Chatham؛ ۱۵ نوامبر ۱۷۰۸ – ۱۱ مهٔ ۱۷۷۸) یک سیاست‌مدار اهل بریتانیا و نخست وزیر آن کشور بود. شهر پیتسبرگ، پنسیلوانیا به نام او نامیده‌ شده‌است.